# Aram Banu Begum
Aram Banu Begum (22. prosince 1584 – 17. června 1624) byla mughalská princezna. Byla nejmladší dcerou císaře Akbara Velikého a jeho ženy Bibi Daulat Šád, která byla také matkou Akbarovy druhé dcery, Šakr-un-Nissa Begum. Aram byla mladší nevlastní sestrou císaře Džáhangíra.

## Život
Aram Banu Begum se narodila v prosinci roku 1584 ve Fatehpur Sikrí v Ágře císaři Akbarovi Velikému a jeho dvanácté manželce Bibi Daulat Šád. Jméno Aram Banu dostala od svého otce. Její narození oslavoval celý harém a nejspíš díky domu získala dobré jméno. Z Aram Banu Bagum vyrostla vznětlivá, rozmazlená a drzá žena.
Akbar byl na svou velmi hrdý a často ji nazýval neúprosnou zdvořilostí. Často také zdůrazňoval jejímu staršímu nevlastnímu bratrovi Salimovi, aby se k ní choval hezky a po jeho smrti se o ní s úctou staral, jako on. Chtěl, aby ignoroval její nezdvořilost a nesnášenlivost. Akbar ji také často oslovoval lalda (v překladu miláček, výraz, který se běžně používal pro syny). Aram Banu měla pouze jednoho sourozence, který byl také zplozen s její matkou, sestru Šakr-un-Nissa Begum, která byla velmi oblíbená u jejich bratra a pozdějšího císaře Džáhángíra.
Některé zdroje uvádí, že byla provdána za Mirzu Abdura Rahima, zatímco Tuzk-e-Jahangiri (autobiografie císaře Džáhangíra) uvádí, že zemřela během jeho vlády neprovdaná.

## Smrt
Aram Banu Begum zemřela v červnu roku 1624 ve věku 39 let. Jahangirnama (poezie v perském jazyce) zachycuje její smrt slovy "Jeho výsost Arš-Ašiani [Akbar] ji velmi miloval. Byla pohřbena v mauzoleu svého otce v Ágře, stejně jako její starší sestra Šakr-un-Nissa Begum.